# Padel
Padel (eller padeltennis) er en ketsjersport som primært spilles i Spanien og i Latinamerika. Sporten har dog oplevet stor vækst i mange europæiske lande, ikke mindst under coronaviruspandemien 2020-2021.
Spillet foregår på baner, der er 20 meter lange og 10 meter i bredden. Nettet er 92 centimeter højt, mens de omkransende vægge skal være fire meter høje. 

## Historie
Sporten blev opfundet i 1969 af mexicaneren Enrique Corcuera fra Acapulco. Banen var dengang omkring 25 meter lang og omkranset af mure på alle sider. Med et net i midten blev der spillet med strengløse ketsjere, der var kortere end tennisketsjere. 

### Danmark
Danmarks første padelbane blev etableret i 2007. Indtil 2018 udviklede sporten sig meget langsomt, men derefter voksede interessen kraftigt. Coronaviruspandemien satte kraftigt skub i padelaktiviteterne i Danmark, der ved indgangen til 2023 havde ca. 1.000 padelbaner og ca. 20.000 medlemmer i padelcentre landet over.

### Årsager til vækst
Årsagerne til padels succes i mange europæiske lande, heriblandt Danmark, er flere. I forhold til tennis kræver padel mindre øvelse og fysiske evner for at kunne spille rimeligt. I Danmark er sportsgrenen desuden ikke drevet alene af det danske foreningsliv som andre traditionelle sportsgrene, men især af økonomiske interesser. Over halvdelen af landets padelcentre er således ejet af private investorer. Padel er blevet karikeret som "mellemledernes foretrukne sportsgren". Særligt turneringsformen Americano bliver brugt meget, da alle spiller en kamp sammen én gang.

### Stagnation i Sverige
I Sverige voksede interessen for padel tidligere end i Danmark. I Sverige har der imidlertid været et tilbagefald i aktiviterne siden 2022. En række mindre svenske padelklubber lukkede 2022, og i 2023 gik 90 padelrelaterede svenske virksomheder konkurs. Eksperter er uenige om, hvorvidt disse tegn skyldes, at sporten er ved at finde sit stabile leje, forkerte strategiske virksomhedsbeslutninger, eller eventuelt er et udtryk for, at interessen for sporten mere permanent er begyndt at forsvinde.

## Dansk padels organisering
I Danmark er sporten dels organiseret i Dansk Padel Forbund (DPF), dels i Dansk Tennis Forbund (DTF), der sammen med DGI driver initiativet "Padel i Danmark". I 2022 opgjorde Padel i Danmark godt 17.000 medlemmer fordelt på 132 foreninger, mens DPF talte 75 medlemsklubber med i alt knap 22.000 spillere.
Forholdet mellem de to organisationer har været skiftende. I 2018 indgik de en samarbejdsaftale, ifølge hvilken DPF blev associeret forbund med DTF, der samtidig fik to pladser i DPF's bestyrelse. Associeringsaftalen blev dog ophævet igen i 2020, efter at en generalforsamling i DPF havde afvist at nedlægge forbundet og fortsætte aktiviteterne i regi af Dansk Tennis Forbund. I 2021 besluttede Danmarks Idrætsforbund (DIF) at lægge padel ind under DTF, hvilket førte til skarp kritik fra DPF. Året efter indgik DIF og DPF en aftale, hvorefter DIF ville arbejde for senere at kunne optage Dansk Padel Forbund som selvstændig medlemsforening i DIF.
I 2021 og 2022 afholdt begge organisationer Danmarksmesterskab i padel.

### Baner i Danmark
Antallet af danske padelbaner steg ifølge Dansk Padel Forbund kraftigt fra 32 i 2018 til over 1.000 baner i 2022.
| Antal baner i Danmark      |
|                            |
| Kilde: Dansk Padel Forbund |